# Diaparsis platyura
Diaparsis platyura là một loài tò vò trong họ Ichneumonidae.